# 사가미선
사가미선(일본어: 相模線 사가미센[*])은 일본 가나가와현 지가사키시에 있는 지가사키역과 사가미하라시 미도리구에 있는 하시모토역을 잇는 철도 노선이다. 도중 사무카와정, 에비나시 및 자마시를 경유한다. 전 구간이 동일본 여객철도 주식회사 (JR 동일본), 요코하마 지사의 관할이다. 지금은 화물 열차의 정기 운행은 없다.

## 운행
일본국유철도 205계 전동차 500번대 4량 편성으로 운행되며, 모든 열차가 각 역에 정차한다. 지가사키 역 ~ 하시모토 역 구간의 운행이 주를 이루지만 하시모토 역에서 요코하마 선 하치오지역까지 직결 운행하는 열차도 있다. 또한 지가사키 역 ~ 에비나역 간의 구간 운전도 이루어지고 있다. 전 구간을 운행하는 열차는 평일 낮 시간대 기준으로 20분 간격으로 운행된다.

## 차량
- 205계 500번대 : 차량의 출입문은 반자동식으로 설계되어 있다.

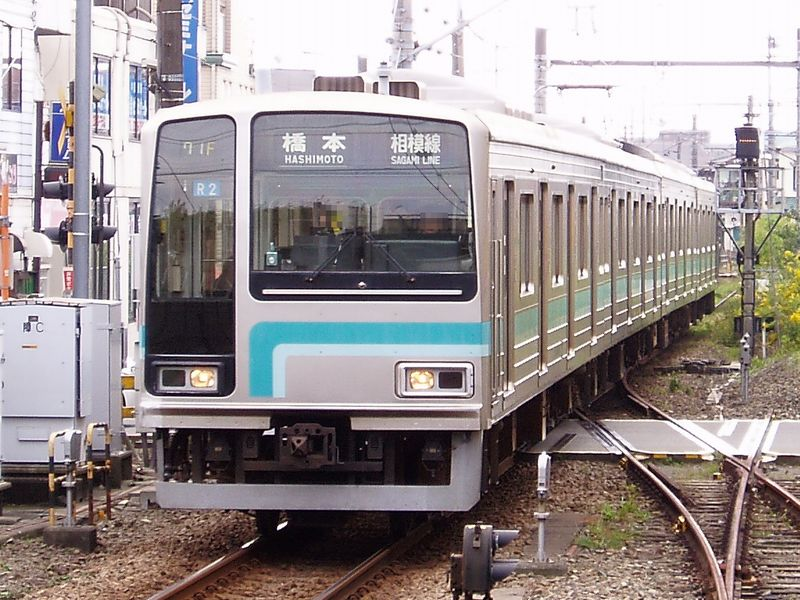
205계 500번대

## 역사
- 1921년 9월 28일 - 사가미 철도선 지가사키 역 ~ 가와사무카와 역 구간 개업.
- 1926년 4월 1일 - 사무카와 역 ~ 구라미 역 구간 개업.
- 1926년 7월 15일 - 구라미 역 ~ 아쓰기 역 구간 개업.
- 1931년 4월 29일 - 아쓰기 역 ~ 하시모토 역 구간 개업.
- 1931년 11월 1일 - 사무카와 역 ~ 가와사무카와 역 구간 폐지.
- 1936년 1월 15일 - 일본국유철도 요코하마 선 하치오지 역까지 직통 운전을 개시하였다.
- 1937년 - 아쓰기 역에 오다큐 전철과의 연락선이 설치되었다.
- 1944년 6월 1일 - 정부의 전쟁 중 사철 매수 방침에 따라 국유화되어 운전통신철도총국 관할 사가미선이 되었다. 이와 함께 일부 역의 이름이 바뀌었다.
- 1959년 6월 1일 - 일본국유철도가 발족했다.
- 1987년 4월 1일 - 민영화에 따라 동일본 여객철도의 소속이 되었다. 또한 일본화물철도가 지가사키 역 ~ 아쓰기 역 구간, 미나미하시모토 역 ~ 하시모토 역 구간의 제2종 철도 사업자 자격을 획득했다.
- 1991년 3월 16일 - 전 구간이 전철화되었다.
- 1997년 7월 1일 - 일본화물철도가 미나미하시모토 ~ 하시모토 구간의 제2종 철도 사업자 자격을 상실했다.

## 역 목록
| 역명           | 일본어 역명 | 접속 노선                                             | 역간 거리 | 누적 거리         | 소재지            | 소재지     | 소재지     |
| -------------- | ----------- | ----------------------------------------------------- | --------- | ----------------- | ----------------- | ---------- | ---------- |
| 지가사키       | 茅ヶ崎      | ■ 도카이도 본선                                       | 0.0       | 0.0               | 가나가와현        | 지가사키시 | 지가사키시 |
| 기타치가사키   | 北茅ヶ崎    |                                                       | 1.3       | 1.3               | 가나가와현        | 지가사키시 | 지가사키시 |
| 가가와         | 香川        | 2.1                                                   | 3.4       |                   | 가나가와현        | 지가사키시 | 지가사키시 |
| 사무카와       | 寒川        | 1.7                                                   | 5.1       | 고자군 사무카와정 | 고자군 사무카와정 |            |            |
| 미야야마       | 宮山        | 2.1                                                   | 7.2       | 고자군 사무카와정 | 고자군 사무카와정 |            |            |
| 구라미         | 倉見        | 1.4                                                   | 8.6       | 고자군 사무카와정 | 고자군 사무카와정 |            |            |
| 가도사와바시   | 門沢橋      | 1.4                                                   | 10.0      | 에비나시          | 에비나시          |            |            |
| 샤케           | 社家        | 1.6                                                   | 11.6      | 에비나시          | 에비나시          |            |            |
| 아쓰기         | 厚木        | ■ 오다큐 전철 오다와라 선                             | 2.6       | 에비나시          | 에비나시          | 14.2       |            |
| 에비나         | 海老名      | ■ 오다큐 전철 오다와라 선 사가미 철도 본선            | 1.7       | 에비나시          | 에비나시          | 15.9       |            |
| 이리야         | 入谷        |                                                       | 3.0       | 18.9              | 자마시            | 자마시     |            |
| 소부다이시타   | 相武台下    | 1.7                                                   | 20.6      | 사가미하라시      | 미나미구          |            |            |
| 시모미조       | 下溝        | 2.9                                                   | 23.5      | 사가미하라시      | 미나미구          |            |            |
| 하라타이마     | 原当麻      | 1.3                                                   | 24.8      | 사가미하라시      | 미나미구          |            |            |
| 반다           | 番田        | 2.1                                                   | 26.9      | 사가미하라시      | 주오구            |            |            |
| 가미미조       | 上溝        | 1.5                                                   | 28.4      | 사가미하라시      | 주오구            |            |            |
| 미나미하시모토 | 南橋本      | 2.9                                                   | 31.3      | 사가미하라시      | 주오구            |            |            |
| 하시모토       | 橋本        | ■ 요코하마 선 (직결 운행) ■ 게이오 전철 사가미하라 선 | 2.0       | 사가미하라시      | 주오구            | 33.3       |            |